# Cûtès peûres

Les cûtès peûres, mots wallons signifiant « poires cuites », sont un dessert de la ville de Liège (Belgique) et de sa région. On les appelle parfois « cûtès peûres di lidge », « poires cuites de Liège ».

## Tradition
Ce dessert typiquement liégeois eut son heure de gloire entre les années 1930 et 1960. Des marchandes de cûtès peûres arpentaient alors les rues de Liège en criant : « Cûtès peûres, qui veut mes cûtès peûres ? »

## Recette
Les poires utilisées sont les poires de Saint-Remy, du nom d'un village du pays de Herve, où la Confrérie des peûres di Sint-R'Mèy a été créée en 1986 pour encourager la production fruitière de cette région de vergers. Les cûtès peûres sont généralement consommées au dessert ou en accompagnement de gibier.
Les poires entières sont cuites dans un four à 180 °C pendant 90 minutes avec, en général, les ingrédients suivants : du sirop de Liège, de la cannelle, de la cassonade et de l'eau.
Elles se dégustent de préférence tièdes mais aussi froides. Elles sont juteuses, sucrées et délicieusement fondantes.